# Étienne Aymonier

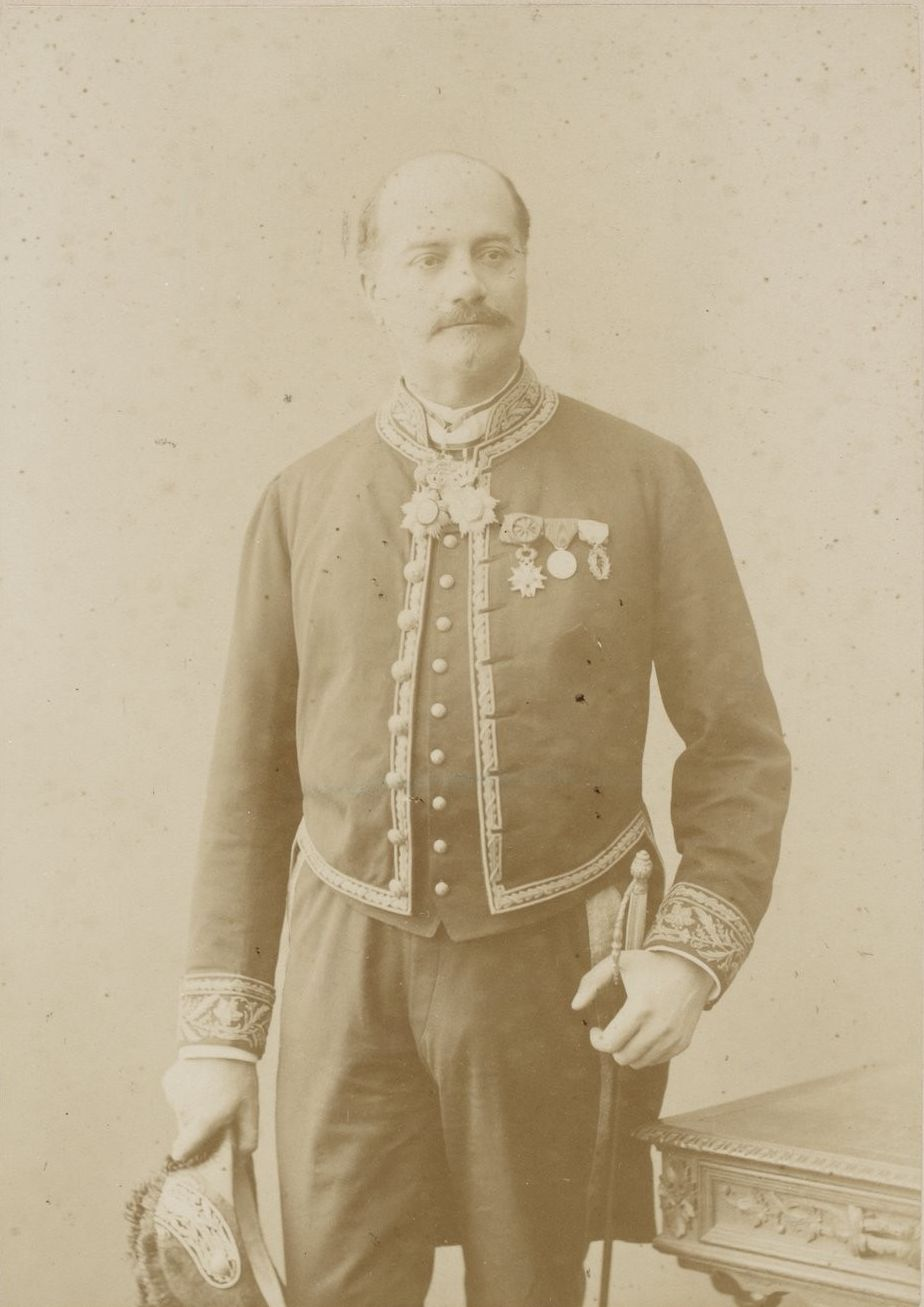
Étienne François Aymonier

Étienne François Aymonier (26 tháng 2 năm 1844 – 21 tháng 1 năm 1929) là nhà ngôn ngữ học và nhà thám hiểm người Pháp. Ông là nhà khảo cổ học đầu tiên khảo sát một cách có hệ thống những tàn tích của Đế chế Khmer ở Campuchia, Thái Lan, Lào và miền Nam Việt Nam ngày nay. Tác phẩm chính của ông là "Le Cambodge" (Cam Bốt), được xuất bản thành ba tập từ năm 1900 đến 1904.
Ông sinh ra và lớn lên ở Le Châtelard, Savoie, Pháp.
Ông cũng là quyền đại diện của Pháp tại Xứ Bảo hộ Campuchia từ ngày 6 tháng 1 năm 1879 đến ngày 10 tháng 5 năm 1881 và là giám đốc đầu tiên của Trường Thuộc địa của Pháp (École Coloniale). Ông có công tập hợp cả một bộ sưu tập lớn các tác phẩm điêu khắc Khmer, sau này được đặt trong Bảo tàng Guimet ở Paris. Ông còn viết cuốn sách về tiếng Chăm.

## Di sản
Loài Gyrinocheilus aymonieri (loài ăn tảo Xiêm) để tưởng nhớ đến tên ông.

## Tác phẩm
- Etienne Aymonier; Antoine Cabaton (1906). Dictionnaire čam-français. 7 of Publications de l'École française d'Extrême-Orient. E. Leroux. Truy cập ngày 15 tháng 5 năm 2011.
- Etienne Aymonier (1889). Grammaire de la langue chame. Imprimerie coloniale. Truy cập ngày 15 tháng 5 năm 2011.